# Ulica Grunwaldzka w Pruszczu Gdańskim
Ulica Grunwaldzka – ulica w Pruszczu Gdańskim, część drogi krajowej nr 91 (E75) o długości 4,7 km. Jest główną ulicą tego miasta, przecina je (przez śródmieście) południkowo. Pełni funkcję trasy wylotowej dla miast aglomeracji trójmiejskiej.
Wykonane w 2013 pomiary ruchu wykazały, że przez skrzyżowanie ulicy Grunwaldzkiej z Chopina przejechało 10.791.955 pojazdów (29.567 pojazdów na dobę), a przez skrzyżowanie z ulicą Przemysłową (obwodnicą miasta) 20.637 pojazdów na dobę. Ruch w tych miejscach był zatem zbliżony do poziomu roku 2012, ale mniejszy niż w roku 2011. W 2016 w kierunku Tczewa ulicą przejechało 11.391 pojazdów na dobę, a w 2021 13.286, natomiast w kierunku Gdańska liczby te wynosiły odpowiednio 17 347 i 23 083. 33-procentowy wzrost natężenia ruchu zanotowano na odcinku Chopina - Zastawna, na którym zanotowano wzrost dobowej liczby przejazdów z 15.301 do 23.083. Dobowy ruch autobusów na ulicy zmalał między 2016 a 2021 rokiem z 375 do 316.
W okresie od 15 marca do 30 września 2016 przebudowano skrzyżowanie ulicy Grunwaldzkiej z ul. Raciborskiego, w wyniku czego powstały lewo- i prawoskręty z ul. Grunwaldzkiej oraz kładka dla pieszych i rowerzystów nad Kanałem Raduni (od strony miasta). Całkowity koszt inwestycji wyniósł 6 mln zł, z czego 3,5 mln zł wyłożyły w równych częściach miasto i powiat gdański. W czasie remontu ruch w kierunku Gdańska skierowany był ul. Krótką.

## Przebieg drogi
Ulica Grunwaldzka zaczyna się na rondzie w Rusocinie, gdzie droga krajowa nr 91 krzyżuje się z drogą ekspresową S6, obwodnicą Trójmiasta. Następnie przebiega przez centrum Pruszcza Gdańskiego krzyżując się z drogą wojewódzką nr 226 (odcinek między skrzyżowaniami z ul. Chopina i Zastawną jest z nią wspólny). Kończy się na granicy Pruszcza Gdańskiego z Gdańskiem, a jej przedłużeniem w Gdańsku jest Trakt św. Wojciecha.
Przy ulicy Grunwaldzkiej koncentruje się najstarsza zabudowa Pruszcza, m.in. dawny szpital dra Wiedemanna (obecny NZOZ), dwór dawnego majątku Russotschin czy dawny hotel Prauster Hof (obecnie m.in. siedziba WBK). W kamienicy pod nr 23 w latach 1894-1911 mieścił się urząd gminy oraz urząd stanu cywilnego, następnie kasa oszczędności, a w latach 40. XX wieku drogeria Kurta Andersa (w XXI w. księgarnia). Przy ulicy znajduje się również siedziba Urzędu Miasta, a w 2012 swoją siedzibę miał tu krótko konsulat honorowy Republiki Turcji (ul. Grunwaldzka 105A). 
Ulicą Grunwaldzką przejeżdżają wszystkie autobusy kursujące przez Pruszcz Gdański.
Do 1945 północna część ulicy nosiła nazwę Danzigerstrasse (Gdańska), a południowa - Dirschauerstrasse (Tczewska). Centralna część, w pobliżu ulicy Chopina, nosiła nazwę Marktplatz i pełniła funkcje targowiska miejskiego. U zbiegu Danzigerstrasse i Am Markt mieścił się także główny urząd pocztowy (obecny sklep metalowy).